# Lapoński Rezerwat Biosfery
Lapoński Rezerwat Biosfery (ros. Лапландский государственный природный биосферный заповедник) – ścisły rezerwat przyrody (zapowiednik) w obwodzie murmańskim w Rosji. Znajduje się w rejonach miejskich Apatyty i Monczegorska oraz rejonach kowdorskim i kolskim. Jest jednym z największych rezerwatów przyrody w Europie. Jego obszar wynosi 2784,35 km², a strefa ochronna 279,98 km². Rezerwat został utworzony dekretem Komitetu Wykonawczego Leningradzkiej Obwodowej Rady Deputowanych Ludowych z dnia 17 stycznia 1930 roku. W 1984 roku otrzymał status rezerwatu biosfery UNESCO. Na wschód od niego znajduje się Park Narodowy „Chibiny”. Dyrekcja rezerwatu mieści się w Monczegorsku.

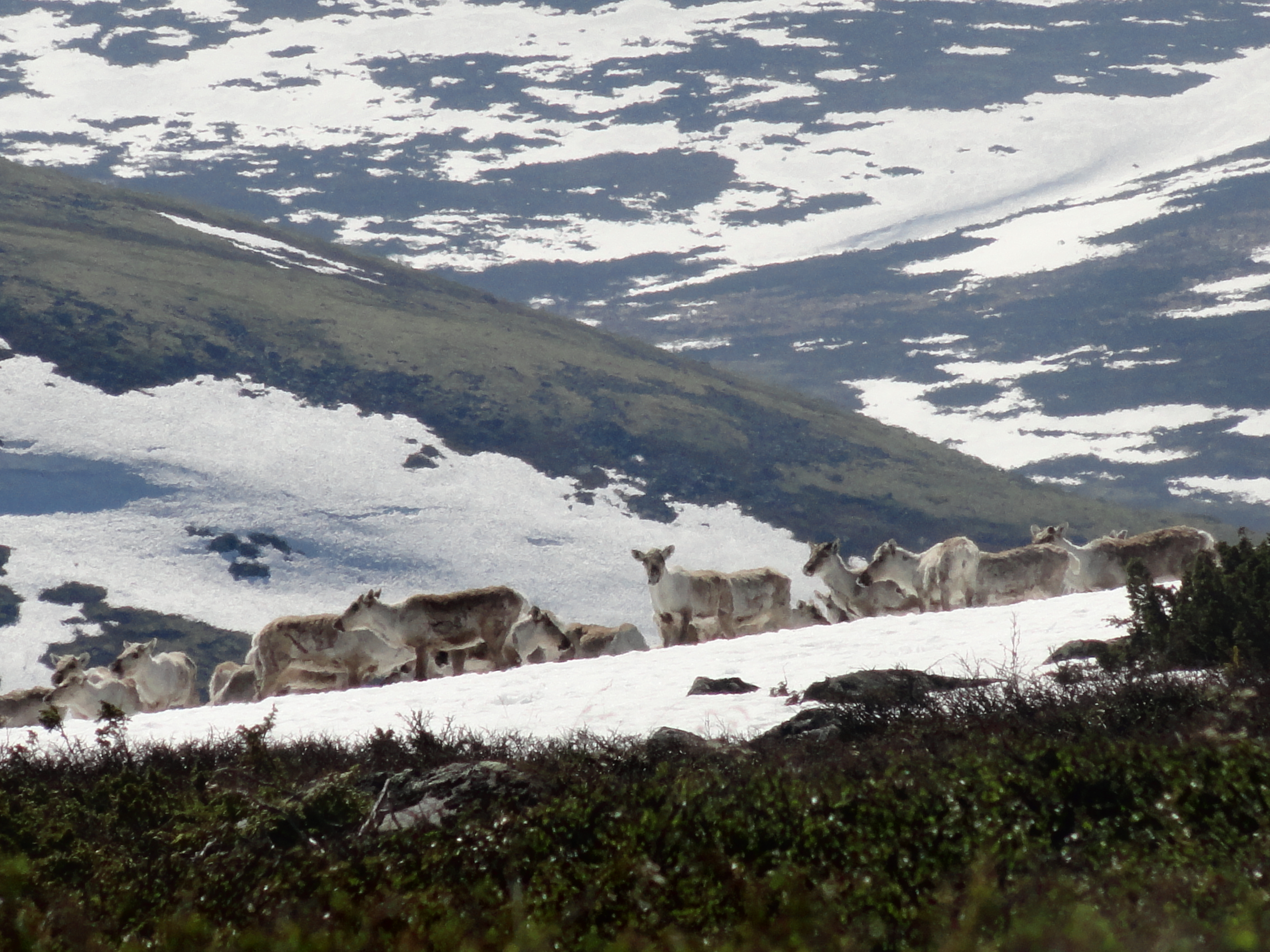
Renifery tundrowe

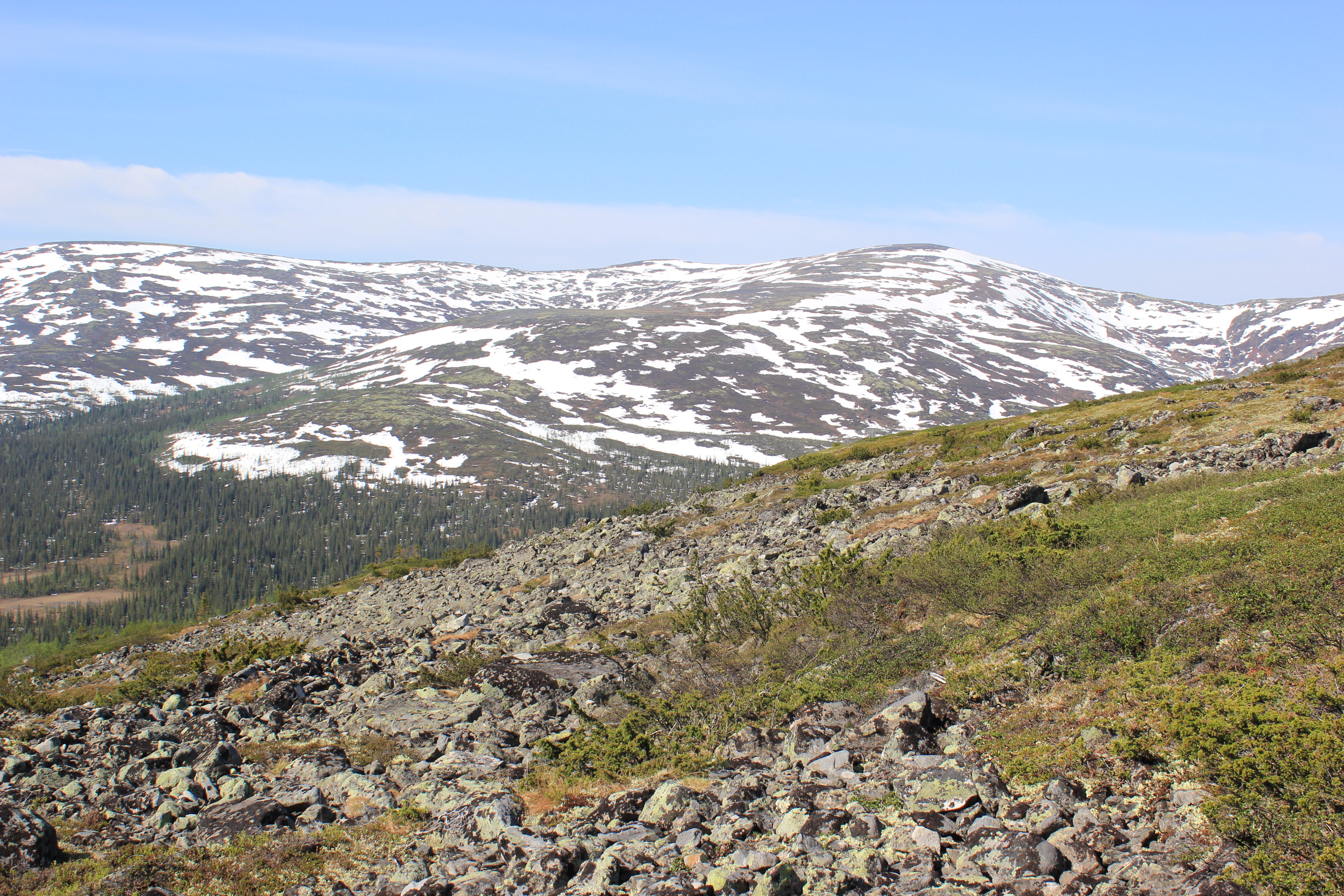
Pasmo Czuna-tundra wiosną

## Opis
Rezerwat obejmuje dziewiczy obszar w zachodniej części Półwyspu Kolskiego, na zachód od jeziora Imandra. Znajduje się tutaj 168 jezior i pięć pasm górskich (Czuna-tundra, Moncze-tundra, Niawka-tundra, Bolszaja Niał-tundra i Małaja Niał-tundra) o wysokości od 600 do 1114 m n.p.m. Płyną 63 rzeki, z których największe są Czuna, Niawka i Mawra.
Klimat w rezerwacie jest subpolarny. Średnia temperatura w styczniu wynosi -12,4 ºС, a w lipcu +14 ºС. Średnia roczna temperatura wynosi -0,1 °C. 

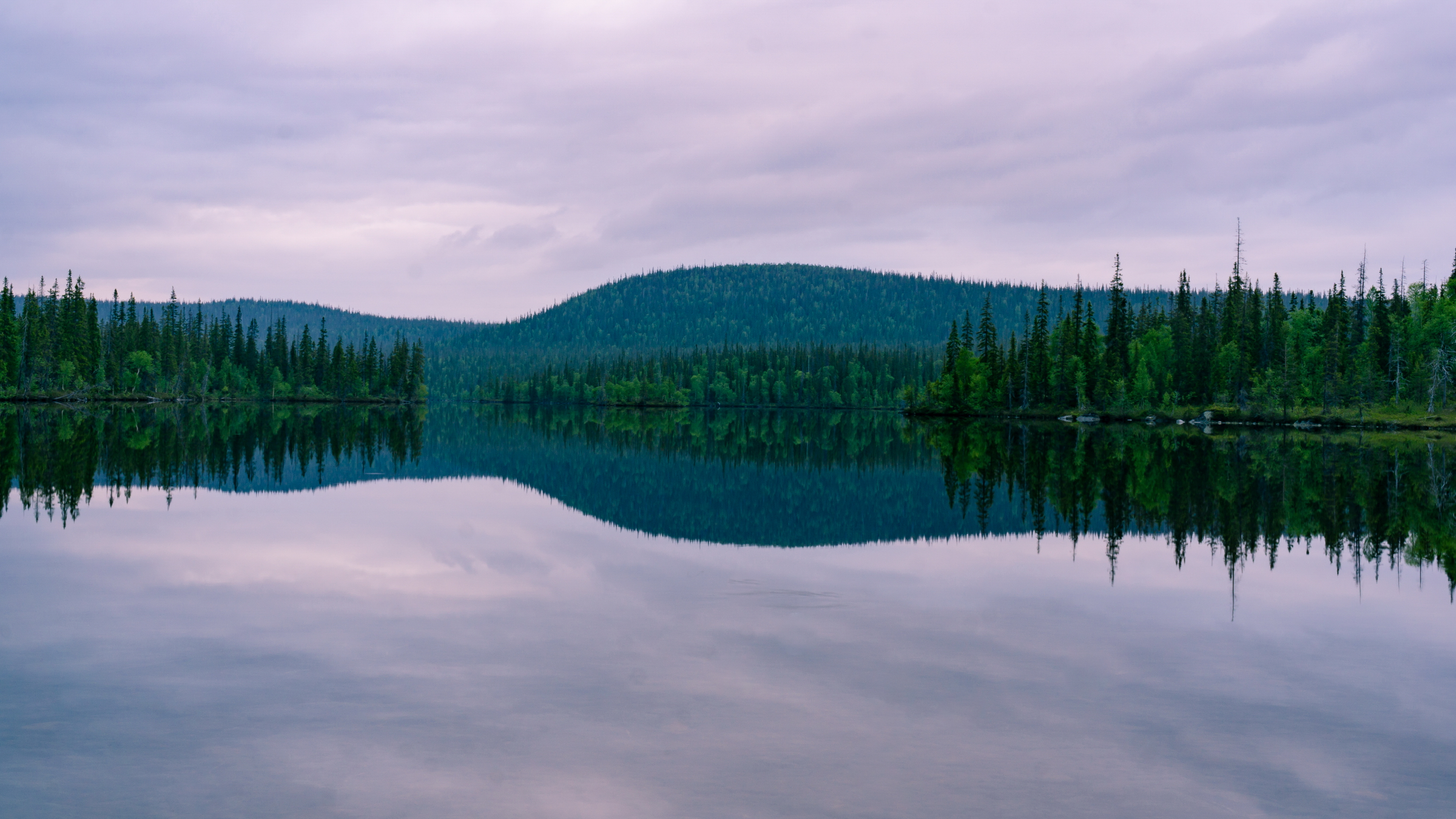
Jezioro Eljawr

## Szata roślinna
55% procent powierzchni rezerwatu to lasy, 32% tundra górska i skały, 8% bagna, 3% jeziora i rzeki. Do wysokości 250–350 m n.p.m. rosną lasy, powyżej – do wysokości 250–450 metrów występuje lasotundra. Jeszcze wyżej znajduje się tundra górska i pustynia polarna.
Lasy tworzą głównie trzy gatunki drzew. Są to sosna zwyczajna, świerk syberyjski i brzoza omszona. Średni wiek sosen to 140 lat, świerka – 200 lat, brzozy – 45 lat. 
W rezerwacie występuje 626 gatunków roślin naczyniowych.

## Fauna
Faunę rezerwatu reprezentuje 14 gatunków ryb, 1 gatunek płazów, 2 gatunki gadów, 206 gatunków ptaków, 33 gatunki ssaków. Typowi przedstawiciele ssaków to m.in.: zając bielak, bóbr europejski, rosomak tundrowy, norka amerykańska, łasica pospolita, kuna leśna, lis rudy, wilk szary, niedźwiedź brunatny, sarna europejska, łoś euroazjatycki, renifer tundrowy. Gryzonie stanowią 40% gatunków ssaków rezerwatu. Są to m.in.: wiewiórka pospolita, lemingowiec leśny, leming norweski, piżmak amerykański.
Z ptaków w rezerwacie żyją m.in.: orzeł przedni, bielik, rybołów, łabędź krzykliwy, sowa jarzębata.
Z gadów można spotkać tylko żmiję zygzakowatą i jaszczurkę żyworodną, a z płazów żabę trawną.